# طلال بن عبد الله بن علي الرشيد
الأمير طلال بن عبد الله الرشيد الشمري (1823-1867) ثاني حكام إمارة آل رشيد في حائل، حكم من جمادى الأولى 1263هـ/مايو 1847م إلى 1283هـ/ مارس 1867. وهو ابن عبد الله بن علي الرشيد مؤسس الإمارة. خلف أباه في إمارة جبل شمر سنة 1263 هـ واستولى على مدن الجوف وتيماء وخيبر وجانب من القصيم. واستمر على نفس سياسة أبيه في التبعية للدولة السعودية الثانية، وما يثبت تلك العلاقات الطيبة هو إرساله للإمام فيصل بن تركي في الرياض سبعة خيول أصيلة كل سنة، وكذلك حافظ على العلاقات الطيبة مع مصر والباب العالي. وتميز عهده بارتفاع مستوى الدخل الاقتصادي، وذلك بجلبه أصحاب الحرف والصناعة والتجار من العراق (البصرة وواسط) ومن سوريا واليمن لإقامة سوق تجاري متطور في حائل، فتمكن خلال إجراءاته الاقتصادية أن يرفع المستوى المادي والمعيشي لإمارة حائل إلى أعلى مستوى في منطقة نجد، حتى قال المؤرخون عن ذلك أنه توجد في حائل من البضائع ما لا توجد في أسواق الشام والعراق والخليج العربي واليمن، كما أن حائل أوجدت لبضائعها أسواقًا خارجية. وقام أيضا بتسهيل وتنظيم القوافل التجارية، وبنى جامعًا كبيرًا لصلاة الجمعة، وفتح الشوارع في أطراف المدينة وحفر الآبار وأقام الحدائق واهتم بتقوية الحصون القديمة. أحسن الإدارة وأمن الطرق التجارية، وكف غارات البدو، وكان عاقلا حكيما، أقبل الناس في أيامه على الصناعة وإصلاح ما خربته الحروب. وكان أقل تدينًا من ابيه وعمه عبيد، إلا أنه لم يضعف من قوة سلطة القضاء واحترام العلماء، ففي عهده تبنى عمه الأمير عبيد الجانب العلمي وذلك بشرائه الكتب ووقفها لطلبة العلم في حائل. مات متأثرا من جرح أصابه، وقيل مات منتحرا.

## أسرته وبدايته
هو طلال بن عبد الله بن علي بن رشيد بن حمد بن خضير بن خليل بن جاسر بن علي بن عطية، ويعود نسب أسرته آل رشيد إلى فخذ الجعفر من عبده من قبيلة شمر العائدة إلى قبيلة طيء، ولد في مدينة حائل، ووالده أول أمير لإمارة حائل من آل رشيد، وأمه منيرة بنت جبر بن رشيد، وأخواله هما عبد الرحمن ورشيد أبناء جبر آل رشيد، عاشا مع والدهما في الدرعية وتلقيا تعليمهما فيها. وخلال فترة الاضطرابات وخروج أبيه عبدالله بن رشيد إلى العراق، كان طلال تحت كفالة الشيخ الرثيع بن سعيّد شيخ الدغيرات، فعاش في بدايته حياة البادية. واختلف المؤرخون في سنة ميلاده فكانت بين سنة 1824 و 1827 ولكن أقرب التواريخ كانت للرحالة فالين: أنه ولد سنة 1238هـ/1823م، ونقل عنه ذلك التاريخ مؤرخون مثل (خير الدين الزركلي)، مؤكدين أن عمره عند توليه الحكم كان خمسة وعشرون عامًا. وقد وصفه وليم بلجريف خلال حكمه بأنه «قصير القامة، عريض المنكبين قوي البنية داكن البشرة تمامًا، له شعر طويل أسود وعينان سوداوان ثاقبتان، ووجه ينم عن الصرامة أكثر من الانبساط والوضوح. وكان خطوه محسوبًا وسلوكه رزينًا وفيه شيء من التعالي. أما نظراته فلم تهدأ قط ولو للحظة واحدة: فتراه أحيانًا ينظر إلى القريبين منه وأحيانًا أخرى ينظر إلى الجمهور، فلم أر في حياتي عين صقر في سرعتها وذكائها».

### قبل توليه الحكم
عرف عنه ملازمته لأبيه في تسيير المهام اليومية في الإمارة مثل الجولات التفقدية وحضور المقابلات الرسمية مع الوفود الخارجية، وكان أبوه يرسله إلى الرياض في الزيارات السنوية لتجديد الولاء للإمام فيصل بن تركي وتقديم الهدايا والخيول له. وقد رافق الأمير عبدالله بن فيصل بعد زواجه من أخته نورة بنت عبدالله الرشيد من حائل إلى الرياض. وله مساهمة في قيادة القوافل التجارية بين جبل شمر وجنوب العراق، ومساهمته لخاله عبد الرحمن بن جبر الذي أصبح أميرًا لقوافل الحج في عهد عبد الله الرشيد منذ 1260هـ/1843م، وقد ذكر «محمد ولي ميرزا قاجار» أمير خراسان عن مشاهدته الأمير طلال وأخيه متعب في حملة الإمارة لحماية قوافل الحج الفارسي، وقد تولى إمارة الحج في آخر عهد والده. وشارك مع عمه عبيد بن رشيد في معركة الجوي سنة 1261 هـ/1845م.

## الحكم
بعد وفاة والده الأمير عبد الله سنة 1847 انتقل إليه حكم إمارة حائل بشكلٍ سلس، إذ بايعه عمه عبيد بن علي الرشيد المؤسس الثاني للدولة بعد أن رشحه للحكم إقرارا للعهد الذي بينه وبين أخيه، فجمع أهالي حائل ليعترفوا بإمارة طلال ويبايعوه على الطاعة، فلم تكن هناك أي معارضة على حكمه داخل حائل، فالجميع بايعه. واختلف المؤرخون في عمره عند توليه الحكم، فذكر لوريمر وبلجريف أن عمره كان 20 سنة، في حين قال غورماني أن عمره كان 25 سنة وهو الأقرب إلى الصحة. وقد بعث الأمير عبد الله ابن رشيد قبيل وفاته عماله لجمع الزكاة من عشيرة الدهامشة من قبيلة عنزة وزعيمهم ثلاب المجلاد، وما أن بدأوا بجمعها حتى وصل القبيلة خبر وفاة عبد الله وتولي ابنه طلال الإمارة، فرفض ثلاب اكمال دفع باقي الزكاة متعللا بأن الاتفاق على دفعها كان بينه وبين عبد الله وبوفاته انتهى مفعول الاتفاق. فعاد العمال إلى حائل فأخبروا أميرهم بما جرى، فقرر الأمير الجديد تسيير حملة على الدهامشة، وانتصر عليهم في وقعة الحزول -وهو ماء في شمال السعودية حاليا- وغنم العديد من الإبل والمواشي.
وكان رجل سلام، كرس جهوده لخدمة الإمارة وازدهارها، ففرض الأمن وقضى على قطاع الطرق وعصابات الاجرام بمساعدة عمه عبيد بن رشيد. وأنشأ علاقات مستقلة مع مصر والباب العالي وبلاد فارس، كما مارس سياسة داخلية أكثر مركزية من سياسة والده. وتوسعت حدود حائل في عهده، فاحتل العلا وخيبر فلامست حدوده حدود الحجاز، ولم يتجاوز ذلك حيث أن الحجاز وبلداتها هي خط أحمر، وكان ذلك سنة 1847م واحتل في نفس السنة تيماء،

### الجوف
ما إن عملت منطقة الجوف بوفاة الأمير عبدالله بن رشيد حتى انتفضت واستدعى وجهاؤها «فيصل بن نايف الشعلان» أمير قبيلة الرولة العنزية، وأنزلوه عندهم وطردوا أميرها من طرف ابن رشيد، فأرسل طلال في 1263هـ/1847م قوة عسكرية بقيادة أخيه متعب لاسترداد الجوف، ولكنه انهزم أمام تحالف أهل الجوف مع ابن شعلان، فأرسل حملة أخرى بقيادة عمه «عبيد» في 1264هـ/1847م، لكن الحملة توقفت بعد وصول الأمير عباس باشا ومعه عساكره حيث حل ضيفًا على ابن شعلان، وقد تدخل عباس باشا بين الطرفين وطلب من عبيد الانسحاب، فانسحب عبيد من الجوف مؤقتًا حتى سنة 1264هـ/1848 عندما توفي والي مصر ابراهيم باشا فحل مكانه عباس باشا في حكم مصر. وبعد خروجه قاد الأمير طلال قواته بنفسه لاستعادة الجوف -وقد كان ابن شعلان وقتها قد خرج من الجوف- وقد تمكن من استعادتها بسرعة. وفي سنة 1269هـ/1853م أعاد السيطرة على واحة الجوف ووادي السرحان بعد رفضها دفع الزكاة، وذلك لأن والده عندما ضمها إلى حكمه سنة 1838م لم يعين ممثلاً له يقيم فيها، واحتل في سنة 1855م سكاكا ودومة الجندل، فجعل فيها نائبًا له يقيم في قصر (قلعة) خارج الجوف يساعده ثلاثة حكام محليين يعينهم بنفسه، ويكون معهم ستة جنود شباب من حائل يديرون المنطقة أمنيًا. ويدفع سكان المدن التي تخضع له إتاوة زهيدة مقابل حماية الإمارة لهم، مثال على ذلك بلدة الكاف التي تدفع مبلغ عشرون مجيديًا (4 جنيهات إسترلينية)، ودفعت خيبر مبلغ 920 فرنكًا من غلة 1865م على أنها نوع من التبعية والطاعة.
في سنة 1268هـ/1851م أرسل محافظ المدينة قوة عسكرية من 150 جنديًا للهجوم على بلدة المستجدة التابعة لآل رشيد، فقرر طلال طرد تلك القوة ومواجهتها، ولكن كان لعمه ومستشاره العسكري الأمير عبيد وزامل السبهان رأي آخر، وهو عدم التصادم مع القوات العثمانية وحل المسألة بطريقة أخرى. وفعلا توجه إلى محافظ المدينة كلا من الأمير عبيد ومعه زامل وبيديهما حقيبة مليئة بالريالات، وفعلا تكللت المهمة بالنجاح وجرى سحب الجنود من المستجدة. وعمومًا فإن حدود إمارة طلال هي حسب المناطق التي خضعت له ودفعت الزكاة: فمن جبل شمر حتى فيد والكهفة شرقًا وهي الحد الفاصل بين حائل والقصيم، وشمالا حتى نهاية وادي السرحان، وغربًا حتى بلدة تيماء وتوابعها حتى طريق الحج الشامي، والحائط والحويط وخيبر جنوبًا.

## سياسته الخارجية

### التبعية للدولة السعودية
بعد استلامه المنصب أرسل طلال أخاه متعب إلى الإمام فيصل بن تركي يخبره باستلامه المنصب بعد أبيه، وقدم له هدية عبارة عن بضع عشر فرسًا وحرائر من النجائب، واستمر طلال في سياسة التبعية للدولة السعودية الثانية، ولكنها تبعية إسمية كما أكد الرحالة الغربيون الذين زاروا المنطقة مثل:غورماني وفالين وآن بلنت وكذلك أداموف أما بلجريف فذكر عن تلك التبعية: بأن حكومة طلال تعد نفسها تابعًا من توابع نجد. وكان عمه عبيد ممثل لإبن سعود في حائل وفي نفس الوقت ممثلاً لحائل في الرياض، وكان يزور الرياض سنويًا ويستقر بها مابين الشهرين إلى ثلاثة شهور.
وقد تعاون الأمير طلال عسكريًا مع الإمام فيصل، فأرسل متطوعين لمساعدته في معاركه، وشارك بنفسه على رأس قوة عسكرية ليكون تحت قيادة عبد الله بن فيصل في حملته ضد عنيزة سنة 1270هـ/1853م. وساهم مع عمه عبيد في قيادة قواته في حملة لإبن سعود ضد قبيلة عتيبة سنة 1273هـ/1857م. وبعد تجدد الخلافات بين آل سعود وبين عنيزة سنة 1279هـ/1862م ساهمت إمارة حائل بقوات قادها عبيد وابن أخيه محمد، ولكن بعد أن طال الحصار على عنيزة تدخل الأمير طلال بنفسه على رأس قواته، وبعدها قاد مفاوضات بين عبد الله آل سعود الذي مل طول الحصار الذي دام ثمانية عشر شهرًا وبين آل سليم أمراء عنيزة، فتم ابرام الصلح بين الطرفين بحضور الأمير طلال، واشترط عبد الله الفيصل ضرائب مالية كبيرة على عنيزة، ثم خفضت بعد تدخل طلال حتى انتهت إلى شيء يسير من الطعام والسلاح دفعتها عنيزة إلى مخيم الأمير عبد الله علامة على الطاعة والولاء من عنيزة لحكومتها المركزية. وفي العموم تمكن طلال آل رشيد من توطيد علاقاته مع حكومة الرياض، فكانت أبرز النتائج هي إزالة أية شكوك أو ريبة من جانب الدولة السعودية، كما اعترف كلا الطرفين بالمجال الإقليمي لكل منهما. ثم انه كان يدفع مبلغًا بسيطًا من الجزية التي يحصلها من الحجاج الفرس إثناء مرورهم حائل، بالإضافة إلى هدية سنوية عبارة عن سبعة خيول يرسلها إلى الرياض.
بالرغم من تبعية إمارة طلال للدولة السعودية إلا أنها أضحت ملجأً للهاربين منها سواءًا من أهالي القصيم أو أمرائها، فكان الحي القصيمي في حائل يدار من قبل بعض الشخصيات المؤثرة مثل البوعليان، ومنه انطلقت بعض المؤامرات ضد خصومهم حكام بريدة أو حكومة الرياض. ومع ذلك فقد استفادت الإمارة من هؤلاء في إنهاء بعض النزاعات بين الرياض وأمراء القصيم.

### ولائه للدولة العثمانية
اعترف طلال بسيادة الدولة العثمانية وأمر بالدعاء للسلطان في المنابر أملا أن ينال اعتراف الدولة العثمانية به. فكانت توسعاته وغزواته باسم السلطان وللمصالح الدولة العلية حسب قوله، وكان يعلن بين الناس أن تحركاته هي بأمر الخلافة. لذلك فعندما كان الضباط الأتراك ورجال الحكومة العثمانية يمرون بحائل خاصة فترة الحج، فإن الأمير يظهر لهم كامل الاحترام وينفذ كل مايطلبونه من خدمات خلال إقامتهم بالإمارة. وكان يرسل أفراسًا إلى السلطان كل سنة. بالمقابل كانت الدولة العثمانية ترسل له هدايا سنوية مع الصرة السلطانية التي كانت ترسلها للأمراء العرب الواقعة سلطتهم على طريق الحج. ومع ذلك فلم يكن الأمير يدفع أي ضريبة مالية للخزينة العثمانية، ولم يرسل أي جندي للخدمة في الجيش العثماني ولا يوجد هناك أي تعاون مباشر بينهما.

### علاقته مع الجربا وشمر الجزيرة
تعهد صفوق بن فارس الجربا للحكومة العثمانية بتأمينها حوالي 8-10 آلاف بعير، فطلب من قبيلة شمر في الجزيرة أن توفر له تلك الإبل، فرفضت بعض الأفخاذ ومنها اليحيا بزعامة ابن شريم. وعندما حاول اجبارهم، بدأت اليحيا بالعودة التدريجية إلى جبل شمر، فعادت أغلب عشائر اليحيا إلى حائل، حيث استقبلهم الأمير طلال ورحب بهم وقرب إليه الشيخ كليب بن شريم. وعلى العموم كانت علاقة طلال بمشيخة الجربا طيبة، وبالتالي كان ذلك له تأثير إيجابي في العلاقة بين طلال وولاة العراق.
وخلال فترة تزعم الشيخ عبد الكريم الجربا القبيلة خرج عليه ابن عمه «سمير بن زيدان الجربا» طالبًا لثأر له أو طامعًا للمشيخة، وكان لابن زيدان أنصار ومؤيدون وله مكانة مرموقة لدى القبيلة وله تقدير عند موظفي الدولة العثمانية في العراق. ومع ذلك فقد هزمه عبد الكريم وأجبره على الخروج من العراق، فاتجه سمير إلى حائل طامعًا بدعم إمارة آل رشيد. وقد استقبله طلال وعمه عبيد وأكرموه، لكنهما رفضا مساندته في نزاعه مع ابن عمه لأن عبد الكريم يحظى بتأييد ودعم قوي داخل قبيلة شمر أكثر من سمير، وعرض عليه عبيد ابن رشيد عوضًا عن ذلك التوسط بينهما، إلا أن سمير رفض الوساطة، وكان ذلك النزاع في الفترة مابين 1862-1867 أي قبل وفاة طلال بن رشيد. وبعد مقتل عبد الكريم الجربا على يد السلطات العثمانية توجهت أمه «عمشة بنت الحسين آل عساف» ومعها ابنها فارس إلى بادية جبل شمر واستقرت فترة فيها، إلا أن الإمارة لم تستقبلهم رغبة في عدم ازعاج السلطات العثمانية، ومع ذلك فقد كانت الاتصالات بين آل رشيد ومشيخة الجربا متواصلة، فكانت الإمارة ترسل باستمرار «رشيد بن جير آل رشيد» ليكون ممثلا للأمير طلال لدى الجربان.

## سياسته الداخلية
ساهم الأمير طلال في معالجة المشاكل الاجتماعية في إمارته، فعمل على رد المظالم والتطبيق الصارم للأمن، فأصدر قرارًا بتحريم الغزو وعدم مهاجمة القبائل الواقعة تحت سيطرته، وأمّن قوافل التجارة، وأنزل العقوبات الصارمة بحق الخارجين عن النظام. وسعى لإبطال جباية الأموال بطرق غير شرعية مثل الخاوة والمكس الذي تأخذه القبائل القوية من القبائل الأضعف، وأبطل أسلوب القوة في حسم الخلافات، وسعى إلى حل الخلافات في إطار الدولة الموحدة، وتقوية القضاء وحمايته. ومع ذلك لم تتمكن الإمارة من تفكيك عشائر شمر المسيطرة على موردها الأهم وهم رجالها. فشيوخ القبيلة لا ترى في سلطة طلال إلا قوة تجبرهم على دفع الضريبة أو الزكاة، وعلى المحاربة في صفوفها دون ان يدفع لهم بالمقابل أي شيء، لأن خدمات الإمارة لا توجد إلا في الحواضر. ومع ذلك فقد تمكن طلال من تنظيم علاقته مع زعماء شمر في البادية، فاعتمد على أربع زعماء منهم بحيث يكونوا مسؤولين عن عشائرهم امامه، وهم: هجهوج ابن رمال ويمثل سنجارة، وكتاب ابن طوالة ويمثل الأسلم، وصنيدح ابن جبرين ويمثل عبدة، ورثيع ابن سعيد ويمثل الدغيرات.

### القضاء والأعراف القبلية
اعتمد القضاء في الإمارة على الشريعة الإسلامية وأحكام القرآن، وكان تعيين القضاة في الجبل يكون إما من قبل الإمام الحاكم في الرياض أو قاضي محلي يعينه الأمير في حائل -ويسمى بالمطوع-، وهناك قاضي السوق مختص بالنزاعات التجارية، وقد فرضت الإمارة احترام القانون والأعراف القبلية. فبعد دخول جبل شمر تحت الحكم السعودي لم تعد القبيلة ترجع للعوارف (قضاة القبيلة)، لأن عوارف شمر انتقلوا مع الجربا إلى شمال العراق، وكان الناس يراجعون الحاكم والقاضي، حيث يعقد الأمير طلال مجلسًا للقضاء مرتين في اليوم، في الصباح حيث يكون المجلس أمام قصر الإمارة، وفي المساء أمام المسجد الجامع. ويكون الاجتماع علني وبمشورة القاضي، وهذا نهج والده من قبل. وكانت أحكامه شديدة، فالسارق تقطع يده إذا ثبت عليه الجرم، ويقطع رأسه إذا كررها. والقاتل يقتل، ومن يجرح أحدا في نزاع تقطع يده، والكذابين وشهود الزور تحرق لحاهم فوق الموقد فيفقدوا بذلك بصرهم، وعلى العصاة بمصادرة أملاكهم.
ولكن إن احتاجت القضية عرضها على العوارف فكان الأمير يرسلهم إلى عوارف مشهورين خارج حدود الإمارة. ومن أشهر القضايا في عهد طلال كانت ملكية آبار وأرض الحزول بين عبدة وسنجارة سنة 1275هـ/1859م، حيث حكم القاضي بينهما فلم يرض أحد الطرفين بالحكم، وحاول الأمير طلال حل الخلاف بين فخذي عبدة وسنجارة ولكن دون جدوى. فأرسل القضية إلى عارفة من خارج شمر، فرضي الطرفان في ابن سويط شيخ الظفير ليحل لهما القضية، ولكن بعد سماع حجج كلا الطرفين، لم يستطع البت في القضية فأعادها إلى طلال مرة أخرى. فأرسل القضية للقضاء الشرعي، فكان نفس القاضي الذي حكم بنفس الحكم الأول، فعارض الحكم أحد الطرفين، فما كان من الأمير إلا أن أرسل أوراق القضية إلى عدد من قضاة الرياض والقصيم، فصادق ثمانية عشر قاضيا على صحة حكم القاضي الشرعي الأول.

### توطين البدو
ساهمت سياسة التوطين التي شجعها الأمير طلال إلى ظهور حواضر استيطانية لاستقرار سكان البادية في جبل شمر، مثل:الصداعية وقصر ابن متروك والوسيطاء وجفيفاء ومنطقة بئر جبل الطوال، وكذلك أمر أصحاب المزارع من بادية شمر أن يحيوا مزارعهم وأن يستوطنوا فيها في موسم الصيف، وكذلك أعاد بناء البلدات التي هجرت أيام الحروب القبلية والحملات التخريبية التي قامت بها الحملة المصرية خصوصًا سنة 1237هـ/1822م. فالرخاء الاقتصادي في فترة طلال وتشديد الأمن شجع البدو على التحضر، وأغرى الكثير من الأسر على الاستيطان في حائل. فازدياد عملية استقرار البدو جعل منها إحدى أكبر مدن نجد في ذلك الوقت، حيث تعددت أوجه النشاط الإنساني ووسائل الكسب والعمل.

## الواردات المالية
بعد توليه الحكم عمل طلال بجهد في تنمية الإمارة اقتصاديا وتجاريًا في ظل الاستقرار السياسي، لذا عمل على تطوير التجارة والحرف، وامر بإنشاء إدارات شؤون القوافل والجمارك الداخلية، ووسع الأسواق المركزية والطرق الرئيسة، وبنى أحياء سكنية جديدة في الجهة الغربية والجنوب الغربي من الإمارة. كما امر ببناء ثمانين مخزنًا مقابل قصر برزان، وهيأ مختلف الوسائل لتقوية التعامل التجاري بين حائل وغيرها من البلدان المجاورة، كما استقدم تجار من العراق وهم المشاهدة -نسبة إلى مدينة النجف (مشهد علي)-، فقد كانوا يزورون حائل باستمرار للتجارة، فعرض عليهم الإقامة، وبالفعل قدمت جماعة من النجف للاشتغال بالتجارة، وأقاموا فترة طويلة في حائل، ومكان إقامتهم غرب حي برزان وسمي بسوق المشاهدة. والمشاهدة عبارة عن خمس وثلاثين أسرة مقيمة في حائل، وكل تجارة السوق (كلها سلع وبضائع من العراق) بيد هؤلاء المشاهدة، وبعد دخول عبد العزيز آل سعود حائل سنة 1340هـ/1921م عاد المشاهدة إلى ديارهم ومنهم من هاجر إلى المدينة المنورة.
وبسبب عدم امتلاك إمارة حائل موانئ تطل على الخليج العربي أو البحر الأحمر، فقد ارتبطت بعلاقات تجارية وثيقة مع الكويت والبصرة والعراق العثماني، فكانت تستورد الأرز -أو التمن- واللباس من العراق والحجاز، وتصدر الإبل والدهن والغنم والصوف وبعض النباتات الصالحة أن تكون أدوية بتعاطاها حكماء الحجاج (أطباء حملات الحج). كما كان الإمارة تصدر اللحوم ومنتجات الألبان عن طريق الكويت، خصوصًا أن الكويت تعتبر المنفذ الأكبر للإمارة للحصول على المؤن من الهند. ومع ذلك كانت علاقات الإمارة التجارية مع العراق أوسع وأعمق من غيرها، فكان العراق أقرب سوق لتزويد الإمارة بالغذاء والمؤن، وهو أرخص الأسواق في سني الجفاف. وهناك كان تجار إبل من دمشق يمارسون تجارتهم في جبل شمر منذ سنة 1853م حيث يشترون الإبل من أسواق حائل ويبيعونها في دمشق، ويأتي هؤلاء التجار إلى حائل برفقة القوافل التجارية وحملات الحج القادمة من الشام.
أما أهم الواردات المالية للإمارة في عهد الأمير طلال كانت كالتالي:

### قوافل الحج والتجارة
كانت قوافل الحج الفارسي التي تعبر طريق الحج الكوفي تمر على المناطق التالية: النجف إلى السلمان - لينة - الخضراء - الشعيبة - بقعاء - حائل - قفار - المستجدة ومنها للحجاز. وكان مرورها عبر حائل منذ العهد القاجاري (1200هـ/1785م - 1327هـ/1909م) منوطة بأمراء الجبل -وهم آل علي- حيث تستقر فترة للاستراحة والتموين ويستقبلها أمير الجبل بكل حفاوة، وتجري خلالها عمليات البيع والشراء في نفس الموقع خارج حائل، ويقدم ابن علي للحملة أدلاء تساعد القافلة في سيرها إلى مكة إلى أن تتجاوز قرية المستجدة، ومن بعدها تتولى الدرعية تلك المهمة. ومن المعروف أن طرق قوافل الحج هي نفس طرق القوافل التجارية، لذلك تصاحب قوافل الحج القوافل التجارية في ذهابها وإقامتها في جبل شمر وعودتها إلى العراق والشام لكي تكون قوية في أعين قطاع الطرق. ويصل عدد القافلة التجارية الواحدة بين جبل شمر إلى العراق إلى حوالي 300 بعير، وذكر بعض الرحالة الأوروبيين بأنها تصل إلى أكثر من 10،000 جمل. وتمكن الأمير طلال من أن تكون له الغلبة في نقل القوافل والسيطرة على الطرق عبر إنشاء مكاتب للإمارة في بغداد والنجف والزبير، وأيضا بدأ بتقوية جيشه وقواته لحماية الطرق التجارية وقوافلها التي تمر على إمارته، مما جعل تلك القوة مطلوبة لدى تجار حماية القوافل خارج حدود الإمارة، واستفادت الإمارة من عقيلات شمر لمنافسة القوى الأخرى المسيطرة على طرق التجارة مثل عقيلات القصيم. وكذلك حاول الأمير طلال إغراء أمراء القوافل أن تكون حائل أهم مركز لطرقهم التجارية، وذلك بتقديم التسهيلات والحماية، وبذا أضحت حائل أهم سوق تجاري في المنطقة، وبها من البضائع ما لا توجد في أسواق الشام والعراق والخليج واليمن.
أراد الأمير طلال في عهده أن يكون نقل الحجاج الفرس له صفة رسمية كما فعل والده، فأرسل أخيه متعب فعقد صفقة مع حكومة فارس لضمان نقل الحجاج الفرس والعجم عبر طريق الجبل، فبدأت قوافل الحجاج العراقيين وبلاد فارس بالمرور عبر حائل، واستمرت تمر عبر حائل حتى سقوط الإمارة سنة 1340هـ/1921م. ولتاكيد أمن الحاج أوكل طلال مسؤولية حماية تلك القوافل لأخيه متعب، فيبدأ بقيادة قافلة الحج من داخل العراق مباشرة إلى حائل، وبالقرب من أسوار المدينة يجري بناء مخيمات للإقامة فيها عدة أيام، وهذه الإقامة غير ثابتة المدة، وتتراوح من أربعة أيام إلى إسبوعين. فمرور تلك القوافل على حائل تنعش أسواقها وتزيد من دخلها، فقد كانت القوافل تستأجر الأدلاء والحراس، وتشتري أو تستأجر الإبل الجيدة من الأهالي، وتبيع الإبل المنهكة أو المريضة، ويشتري حجاجها ما يحتاجونه من أطعمة ومعدات السفر مثل: الأواني والدلاء والقرب والحبال. وكانت أجرة نقل الحاج الواحد 10.6 جنيه عثماني ذهبي بالإضافة إلى 1.5 جنيه ضريبة للإمارة. إلا أنه واجه بعض المشاكل في البداية نتيجة لتحركات الشريف عبد المطلب سنة 1267هـ/ 1851م عندما حاول سحب الامتياز نقل الحجاج عبر إمارة جبل شمر، فراسل الباب العالي مشوها الحالة الأمنية في المنطقة، وطرح مشروع إرسال ممثل من عنده يعمل على حماية الحجاج، ويتقصى طريق الحاج، ويأخذ تعهدات على القوى في نجد بضمان وسلامة الحجاج القادمين عن طريق الحج العراقي. إلا أن تلك المحاولة باءت بالفشل. ونتيجة لذلك كان الأمير طلال يرسل الهدايا السنوية من الخيول العربية الأصيلة، فيرسل إثنين إلى شريف مكة وإثنين إلى محافظ المدينة المنورة، وذلك لزيادة الدعم والمساعدة للحجاج القادمين من العراق وفارس الذين تتوقف قوافلهم في جبل شمر ومنها ينطلقون إلى الحجاز برفقة وفد رسمي من حائل.
كما استغل الأمير طلال الحروب التي أشعلها الإمام فيصل آل سعود ضد إقليم القصيم، فحاول نقل حجاج العراق التابعين للسلطان العثماني عبر حائل، وقام بتلك المساعي أخوه متعب حيث تمكن من توقيع اتفاقية مع والي بغداد ومع مسؤولي مكاتب الحج في بغداد سنة 1275هـ/1859م، فانتزع قيادة نقل حجاج بغداد واتباع الدولة العثمانية في العراق من آل بوعليان أمراء بريدة ومن بعدهم آل مهنا. ولكن ذلك لم يكن يرضي «مهنا بن صالح أبا الخيل» أمير بريدة الجديد الذي طالب بحقوقه وامتيازاته التي فقدها بطريقة اعتبرها مكيدة، فقد كان دخل طريق الحاج ونقلهم من المصادر المهمة لقوة اقتصاده. وكاد ذلك أن يشعل معركة بين الأميرين مهنا ومتعب لولا تدخل التاجر محمد الرواف أحد كبار العقيلات لحسم هذا الأمر، واشترى حقوق الأمير مهنا في إمارة القوافل.
وبالمثل سعى الأمير طلال إلى المحافظة على سلامة طريق الحج الشامي الذي تقع مهمة المحافظة عليه على ولاية دمشق والتي تعد قافلة الحج الرسمية للدولة العثمانية، لذا كان للأمير دورًا مهمًا لمساعدة ولاية دمشق في نشر الأمن ومعاقبة المعتدين على قوافل هذا الطريق. وبحكم أن القبائل الواقعة على هذا الطريق تدفع الزكاة لطلال مثل بني عطية وبلي وبعض عشائر عنزة، فإن طلال لا يتساهل مع أي قبيلة تعتدي على قوافل هذا الطريق المارة على أراضيه حلها كحال قوافل الطريق العراقي. لذا فقد قام بمهاجمة قبيلتي حرب وبني عطية عندما اعتديا على قوافل الحج الشامي.

### تجارة الخيول
كانت الكويت من أبرز محطات تجارة الخيول المزدهرة في إمارة طلال، حيث أنها مورد مهم من مصادر الثروة، فالخيول الموجودة لدى ابن رشيد وابن سعود هي من أفضل أنواع الخيول العربية الأصيلة وتسمى يالصقلاوية. وأصبح لتجار الخيول في حائل وكلاء في الكويت، فترسل الإمارة سنويا خيولها برًا إلى الجهرة عبر بادية السماوة شهري يوليو وأغسطس، حيث يستقبلها الوكلاء. وجاء في تقرير الكولونيل بلي المقيم السياسي البريطاني في الخليج العربي بتاريخ 3-3-1863 عندما كان في الجهرة أنه رأى المكان الذي كانت تجمع فيه الخيول الأصيلة، ثم بعدها ترسل من الجهرة إلى بومباي عن طريق ميناء الكويت، وتصدر الكويت 800 حصان سنويًا، تشحن 600 منها عبر الكويت مباشرة وال 200 الباقي عبر ميناء البصرة، ويبلغ متوسط ثمن الحصان 300 روبية أو 100 جنيه، وكان الطلب عليها كبيرًا من القوات البريطانية في الهند لمساعدتها في نقل الجنود في مستعمراتها الشرقية. فكان يتم عرض الخيول في مزاد سوق أليول الخاص بالخيول في بومباي الهندية. وقد بيع في ذلك المزاد سنة 1863م عدد 600 حصان من جبل شمر. وبالمقابل تستورد إمارة شمر وتجارها المؤن من الشاي والأرز والسكر من الهند وأيضا عبر ميناء الكويت.

### الزراعة والرعي
توفرت لحائل المقومات الطبيعية لممارسة الزراعة مثل المياه والتربة الخصبة والمناخ والأيدي العاملة، فالمياه تجلب من الآبار والينابيع بين جبلي أجا وسلمى، وتستخدم الحيوانات وخاصة الإبل لسحبها من الآبار، وهي مياه عذبة تكفي لسقي المزروعات. أما التربة فصالحة لزراعة مختلف المحاصيل مثل النخيل والفواكه، وتنتشر أيضا زراعة الخضروات وزراعة القمح والذرة والبرسيم. ويكاد المحصول الزراعي يسد حاجة السكان، أما إذا قحط الموسم فيسد النقص من العراق وخاصة مدن كربلاء والنجف والأنبار. وبعد توسع الإمارة وزيادة السكان أصبحت المنطقة لا تسد احتياجاتها من المواد الغذائية، ولسد النقص وتطوير الزراعة قام طلال بحفر الآبار وتنظيف بساتين النخيل وإحياء بساتين جديدة وإعادة الاستقرار إلى البلدات التي هجرت، وقد كانت للأمير مزارع كثيرة بجوار قرى مثل اللقيطة والجثامية وغيرها من المزارع المتناثرة في الإمارة. أما المراعي فقد حرص طلال على توزيعها بين القبائل الخاضعة للإمارة لإنهاء النزاعات التي تندلع بينها بسبب مناطق الرعي. كما اهتم بالثروة الحيوانية وخاصة الإبل والخيل، فقد كانت إبله تسمى «الذروات» وكانت محل فخره وفخر الإمارة، حيث خصص لها مراعٍ خاصة لها وبحماية لها.
أما الإيرادات الأخرى التي تتحصلها الإمارة فكانت الأملاك الخاصة للأسرة، والزكاة بكل أنواعها، وضرائب الرسوم، ودخل الغنائم.

## العبيد والخدم في عهد طلال
ازدهرت تجارة بيع وشراء الرقيق في حائل ازدهارًا خصوصًا في عهد الأمير طلال وأخيه محمد المهاد، حيث اعتمدت الإمارة على وكلائها لجلب العبيد من الحجاز وخاصة من ينبع، ومن وادي الدواسر وبلدة بيشة، حيث تكثر في تلك المناطق عمليات اقتناء وبيع الرقيق. وبما أن تركيبة المجتمع في مناطق إمارة آل رشيد قائمة على الولاء العشائري، فقد سارعت السلطة بتعزيز قوتها بمساعدة الأسر القوية في الحاصرة والبادية، وكذلك العبيد الأحرار حيث يتميز عبيد آل رشيد بأنهم عتقاء، فكان ولائهم قويًا للأسرة وللحاكم. ففي عهد الأمير طلال كان عبيده هم أهم نقاطه في قوته العسكرية وحرسه الخاص، فقد سيطروا تحت قيادته على بعض المراكز الحساسة في الإدارة والجيش والقصر، حيث نقل منهم إلى بلدة قفار، وبعد وفاته أعيد أغلب العبيد إلى حائل واستقروا في حي عفنان. وكان لطلال أخ من الرضاع من العبيد اسمه «عنيبر» ولد في بيت عبد الله بن رشيد، فأصبح من أخوة الأمير، وتعهد له بالثأر في حال حدوث مكروه له. ويعد عنيبر العبد الله كبير العبيد ومن المقربين للأمير طلال، وأبرزهم مكانة في عهده وعهد متعب وبندر الطلال ومحمد العبد الله. وذكر فالين في سنة 1264هـ/1848م أن عددهم 160 بالغًا و30 خصي، ثم ذكر الإيطالي كارلو غوارماني أن الأمير طلال العبد الله ملك سنة 1281هـ/1864م حوالي 800 عبد
وظهرت أولى محاولات المماليك في اغتيال الأمير طلال للإستيلاء على الحكم، ولكن زيد الخشيم اكتشف تلك المؤامرة في قفار وكانت بزعامة القنصعي، فقتله زيد وأخذ رأسه وذهب به إلى برزان إلى الأمير طلال، حيث كشف له تفاصيل تلك المؤامرة. وقد كانت هناك مؤامرة أخرى زمن الأمير محمد، ولكنه أحبطها وأعدم المماليك المتآمرين.

## المؤيدين والمعارضين لحكمه
قوبلت سياسة الانفتاح الاقتصادي لطلال بقبول وتأييد واسع من أهالي حاضرة حائل، حيث انتعش الاقتصاد وازدهرت التجارة وتمكن من بسط الأمن في أرجاء الإمارة. ومن أبرز الداعمين له كان أخوه متعب الذي شاركه نفس الصفات، وقال الرحالة فالين عنهما:«يمدح العرب الحاكمين الحاليين طلال ومتعب بأنهما يتحليان بصفات والدهما وشمائله، بل أن طبائعهما أنعم وألطف». ومن بعد متعب كان الأمير زامل السبهان الذي كان مشرفًا على سياسته الداخلية، وهو سر طلال وأقرب الرجال له. كما لعب أخوال طلال «عبد الرحمن ورشيد الجبر» دورًا مهمًا في دعمه، فقد كانا مستشاريه والملازمين به. ومن الداعمين لطلال من أهل حائل كان «حي لبدة» الذي دعم حكم آل رشيد منذ البداية. وبحكم علاقة طلال بالحاضرة والبادية تقوم على العدل، لذا كانت له شعبية عند حضر الجبل لمزاياه الأمنية المتينة ولسياسته الاقتصادية وازدهار التجارة في عهده، والأمر نفسه عند البادية بسبب سياسته العسكرية التوسعية. وكان طلال يفرض القيود على شيوخ البادية بمنع الغزو، فقد كان قاسيًا بحق المخلين بالنظام والأمن، ولكن كان في نفس الوقت يجلهم ويقدرهم ويكرمهم ويغدق عليهم بالهدايا والأعطيات، فظهر بصورة العادل المستبد.
أما أبرز المعارضين لسياسة طلال فهو عمه عبيد العلي المعروف بتدينه الشديد وإخلاصه للدولة السعودية، ومثل التيار المتدين في مجتمع حائل، فقد كان عبيد منزعجا من سياسة ابن أخيه الاقتصادية المنفتحة مع الشيعة وجلبهم إلى حائل، حتى أن الإمام فيصل راسل عبيد محتجًا على ذلك، وأيضا كان عبيد منزعجًا من عدم اهتمامه بصلاة الجماعة والسلوكيات السلبية مثل شرب الدخان، بالإضافة إلى فتح بلاده للاجئين من القصيم، وبعضهم يعد من رؤوس المعارضة للدولة السعودية مثل عبد المحسن آل بو عليان والسحيمي. ولمكانة وقدر عبيد عند طلال حرص على أن لا يدخل معه في أي صدام، لأن الصدام مع عمه له عواقب وخيمة، فبرر لعمه أن الشيعة تسننوا، وكذلك حرص على صلاة الجماعة. وبطريقة عملية قرر توظيف قدرات عمه في موقعها المناسب فأشغله عن امور الإمارة في أمور أخرى، فكلفه بمهام القيادة الحربية للإمارة وكذلك حماية القوافل التجارية، وكان كثيرًا ما يرسله إلى الرياض للتمثيل الرسمي للإمارة، فكان عبيد يستقر فيها فترة شهرين إلى ثلاثة أشهر. وهناك عدم رضا من أهالي «حي مغيضة» الذي وقف في السابق إلى جانب عيسى بن عبيد الله آل علي ، وحيدوا من المناصب الحكومية العالية بعد تمكن عبد الله ابن رشيد من الحكم. بالإضافة إلى بعض تجار حائل ممن تضرر من الانفتاح الاقتصادي الذي أبرز أسواق جديدة بديلة عن سوق المناخ في لبدة، مثل سوق برزان وسوق المشاهدة.

## وفاته
اختلفت المصادر التاريخية في تحديد تاريخ وأسباب وفاة الأمير طلال آل رشيد، فقيل 1282هـ/1866م وقيل 1283هـ/1867م511 وقيل في صفر 1283/يونيو 1866 وذكر صاحب «سفر نامه مكة» أنه بعد فترة من تحرك القافلة الفارسية إلى مكة 1283هـ/1867م وصلتهم أخبار موت طلال وزامل في ظروف غامضة. وقال سليمان الدخيل أنها في سنة 1285هـ/1868م. وليس معروفًا على وجه الدقة السبب الذي حمل طلال على قتل نفسه أو أسباب الوفاة التي ظلت غامضة. فهناك تفسير أشار إلى أنه قتل نفسه بالخطأ، وتفسير آخر ذكر أنه حادث ولم يوضح الحادث، وهناك رواية ذكرت أنه مات بسبب مرض خطير أدى لوفاته. وذكر بايارد تايلور أنه انتحر بعد أن طعن نفسه بخنجره الخاص بعد أن فقد عقله، وقيل انه انتحر، ولم تحدد طريقة الانتحار. وقيل أنه أصابته علة في الدماغ، فطلب أحد الأطباء الحاذقين من حجاج العجم فأخبره أنه لا يمكن علاج هذا المرض، وأنه يزداد، فقتل نفسه خوفًا من أن يستولي عليه المرض.

## أبناءه
أنجب طلال 16 ابنا وبنتًا وهم:
- بندر (رابع حكام الأسرة: 1869 - 1873) وبدر وأمهما ميثا بنت زيد الحميان.
- نايف: وأمه نمشة بنت صحن آل علي.
- نهار وعبد الله: وأمهما بنت الشهوان.
- سلطان ومسلط وزيد.

أما البنات:
- شما: وأمها عميرة بنت خلف الزويمل.
- سلمى وزهرة ونوير ودليل وهلا ولطيفة ونورة.[101]

## الملاحظات
1. ↑  لعل المؤلف يقصد ليرة عثمانية وليس جنيه عثماني، عمومًا الليرة العثمانية الذهبية:تعادل 100 قرش ذهبي و18 شلن إنجليزي و 14 روبية هندية، وهي عملة متداولة في حائل في تلك الفترة.[71]